# 穆希 (匈牙利)
穆希，是匈牙利包尔绍德-奥包乌伊-曾普伦州所辖的一个村。总面积9.62平方公里，总人口552，人口密度57.4人/平方公里（2011年1月1日）。1241年，蒙古帝国与匈牙利王国在此爆发了蒂萨河之战。